# 담양 몽한각
담양 몽한각(潭陽 夢漢閣)은 대한민국 전라남도 담양군 대덕면 매산리에 있는 조선시대의 건축물이다. 1974년 12월 26일 전라남도의 유형문화재 제54호로 지정되었다.

## 개요
조선 태종(재위 1400∼1418)의 5대 후손인 이서(1482∼?)를 추모하기 위하여 순조 3년(1803) 담양부사 이동야와 창평현령 이훈휘가 지은 것이다.
이서는 모반을 꾀한다는 이유로 중종 2년(1507)에 창평으로 유배되었다가 15년 만에 풀려난 뒤 한양으로 돌아가지 않고 담양 골짜기에서 서적을 편찬하며 자손과 제자를 가르치는데 전념하였다.
몽한각은 제사를 지내기 위한 건물로, 앞면 5칸·옆면 2칸 규모이다. 지붕 옆면이 여덟 팔(八)자 모양인 팔작지붕집이다.

## 참고 문헌
- 담양몽한각 - 국가유산청 국가유산포털